# Lijst van rivieren in Somalië

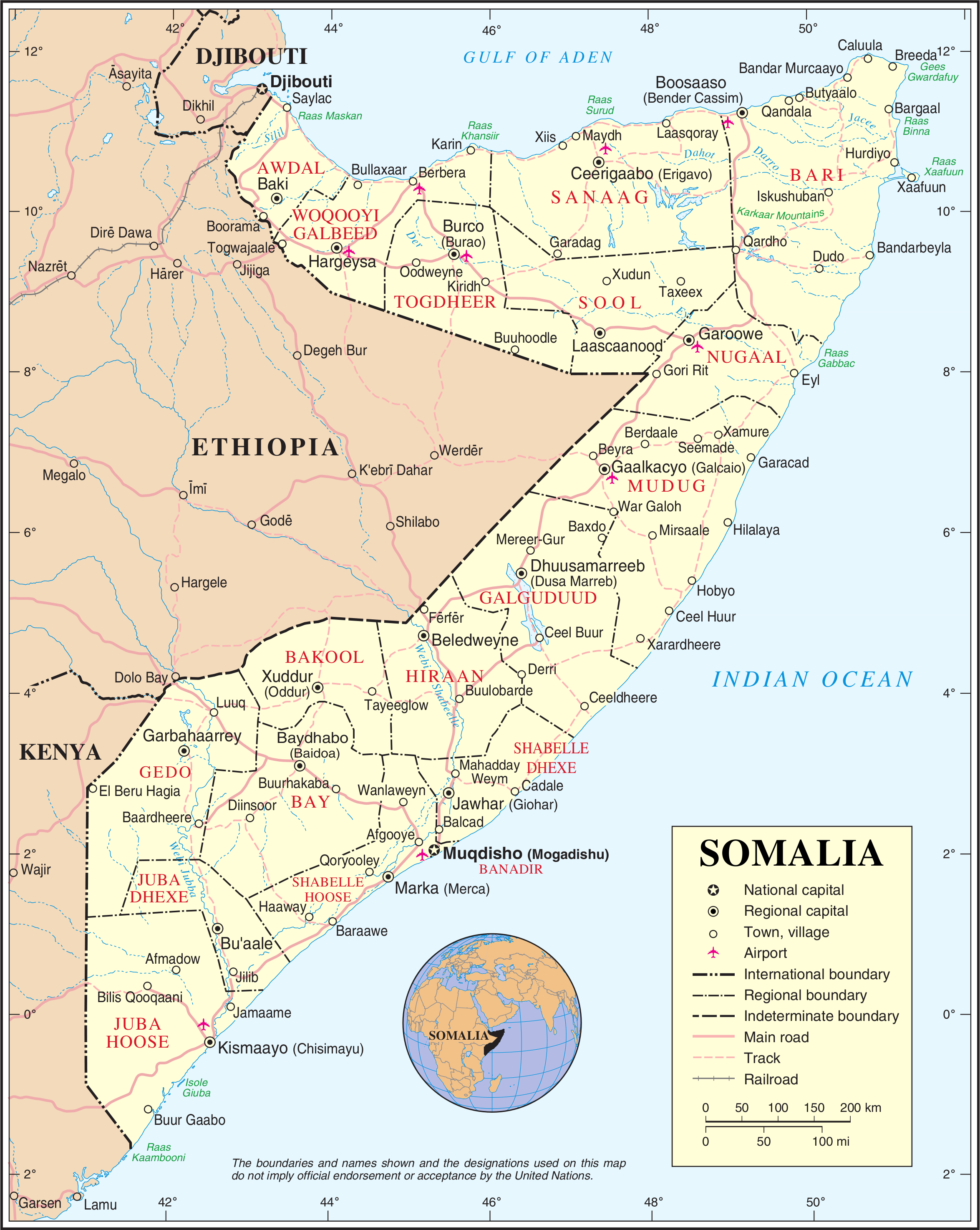
Kaart van Somalië.

Dit is een lijst van rivieren in Somalië. De rivieren in deze lijst zijn geordend naar drainagebekken en de opeenvolgende zijrivieren zijn ingesprongen weergegeven onder de naam van elke hoofdrivier. Een aantal rivieren valt een deel van het jaar droog.

## Indische Oceaan

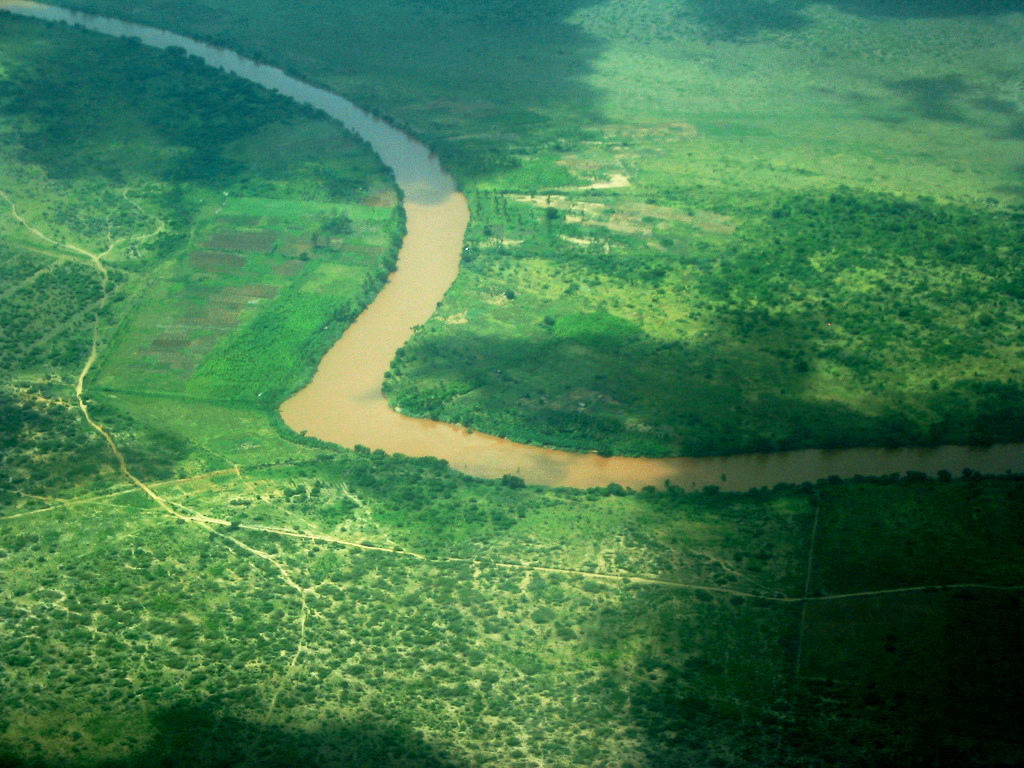
Jubba.

- Bushbush (Buscbusc)
- Caannoole
- Baddana
- Jubba
  - Lagh Dera
    - Lak Bor
      - Lagh Kutulo
      - Lagh Bissigh

    - Lagh Bogal

  - Shebelle
    - Bohol Madagoi

  - Dudumey (Duddum)
  - Dawa
- Eyl (Nugaal, Nogel)  
  - Togdheer (Dheer, Der)
- Dhuudo (Dhud, Dudo))
- Tuddi
- Jaceyl (Jaceel, Giahel)
  - Dhud (Dahot)
- Jaceel (Giael)
- Hodmo
- Madgiid
- Biyoguure
- Baba
- Ceelcaanood
  - Faruur
- Bararis
- Durdur
- Silil
- Beyadé

## Binnenland
- Ban Dulad